# 朝日枩清治郎
朝日枩 清治郎（あさひまつ せいじろう、1884年 - 1939年11月25日）は、現在の大阪府岸和田市出身で井筒部屋、猪名川部屋(大坂相撲)に所属した力士。本名は広瀬 伊之助（旧姓熊取谷）。身長167cm、体重158kg。

## 経歴
はじめ大阪の猪名川部屋に入門。しばらくして東京に出て井筒部屋から朝日枩の四股名で取り三段目まで進む。1905年1月大阪に戻り1910年1月に入幕。その場所初日に28連勝中の新横綱大木戸を破る殊勲を上げた。1912年5月関脇で8勝1敗で優勝相当成績を残したが脱走して東京に移った。
1913年1月前頭筆頭格番付外付出。翌5月場所の初日に控え力士として物言いを付けたところ、受け容れられずそのまま退場してしまった。これによって協会から除名、師匠から破門を言い渡された（のちに除名・破門は撤回された）。
1914年1月幕内格で大阪に復帰。1916年6月関脇で8勝2休、2度めの優勝相当成績で翌年1月の大関昇進を確実にしたものの年末にトラブルを起こして破門された。番付には「大関朝日枩」の上に「朝日枩清治郎は昨冬除名仕候」と張り紙された。
のち破門を許され1917年6月場所5日目から前頭筆頭格で復帰。以後は三役から幕内中軸で取り1922年1月限りで廃業した。
1939年11月25日55歳で死去。
167cm148kgの短躯肥満で堂々たる太鼓腹の持ち主。左四つからの突き、寄りを得意とした。

## 成績
- 幕内21場所93勝38敗49休11分4預（大阪）
- 幕内2場所2勝7敗10休1預（東京）

## 改名
改名歴なし